# Ga Beotigogae
Ga Beotigogae (Tiếng Hàn: 버티고개역, Hanja: 버티고개驛) là ga tàu điện ngầm trên Tàu điện ngầm Seoul tuyến số 6 ở Sindang-dong, Jung-gu, Seoul.

## Lịch sử
- 15 tháng 12 năm 2000: Tàu điện ngầm Seoul tuyến số 6 mở đoạn giữa Eungam và Sangwolgok, nhưng không có chuyến tàu nào dừng lại
- 9 tháng 3 năm 2001: Bắt đầu kinh doanh với việc khai trương

## Bố trí ga
| Hangangjin ↑ |
| \| W/B       |
| ↓ Yaksu      |

| Hướng Tây  | ● Tuyến 6 | ← Hướng đi Hangangjin · Samgakji · Hapjeong · Eungam       |
| Hướng Đông | ● Tuyến 6 | → Hướng đi Dongmyo · Đại học Hàn Quốc · Seokgye · Sinnae → |

## Xung quanh nhà ga
| Lối ra \| 나가는 곳 \| Exit \| 出口 | Lối ra \| 나가는 곳 \| Exit \| 出口                                                                                |
| ----------------------------------- | --- |
| 1                                   | Dasan-dong Trường trung học cơ sở và trung học phổ thông Jangchung Trường trung học cơ sở Jangwon Công viên Namsan |
| 2                                   | Chợ Yaksu Trung tâm cộng đồng Yaksu-dong Hiệp hội Origami Hàn Quốc                                                 |
| 3                                   | Hannam-dong Hướng tới Hannam-daero Namsan Town APT Trường trung học phát thanh truyền hình Seoul                   |

## Hình ảnh

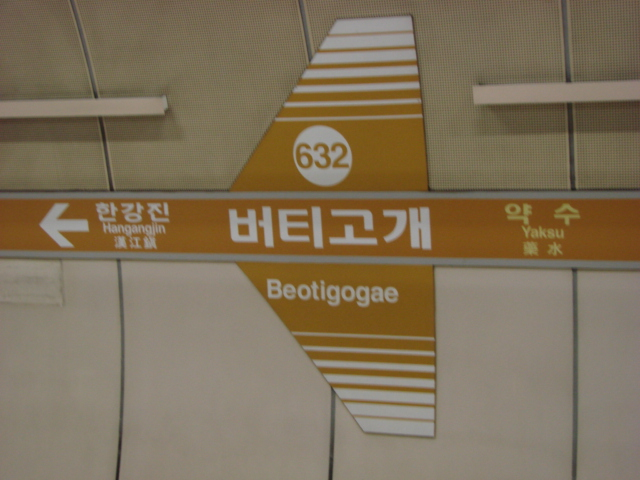
Bảng tên ga
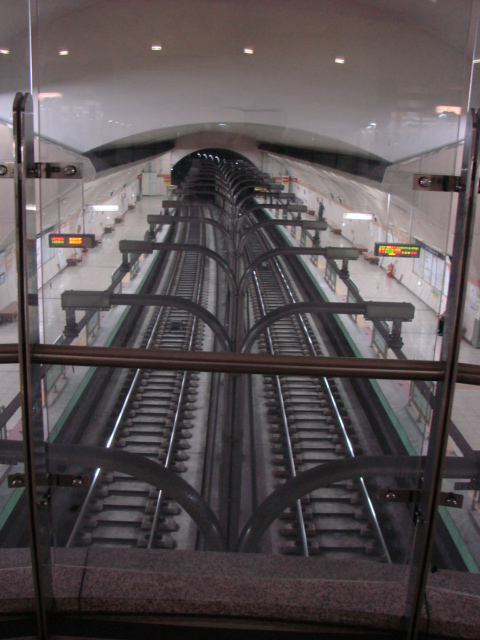
Sân ga  (Trước khi lắp đặt cửa chắn)
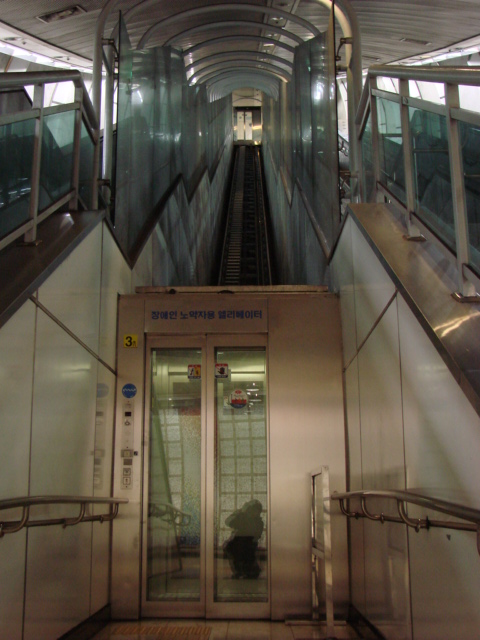
Thang cuốn
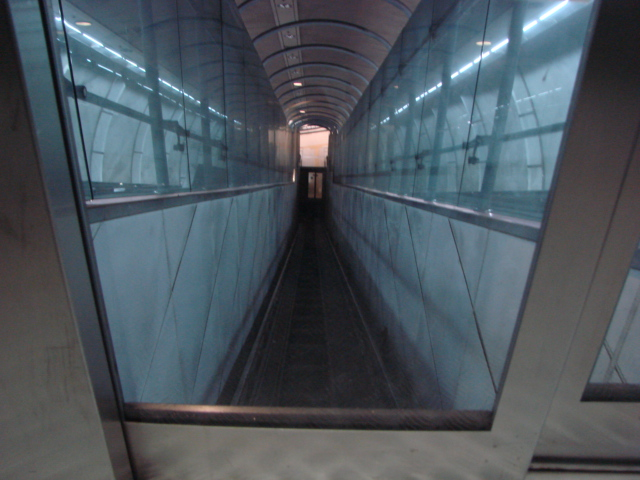
Bên trong thang máy
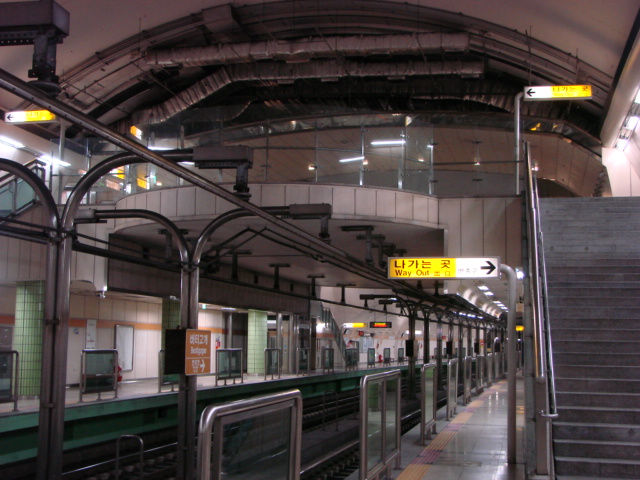
Sân ga  (Trước khi lắp đặt cửa chắn)
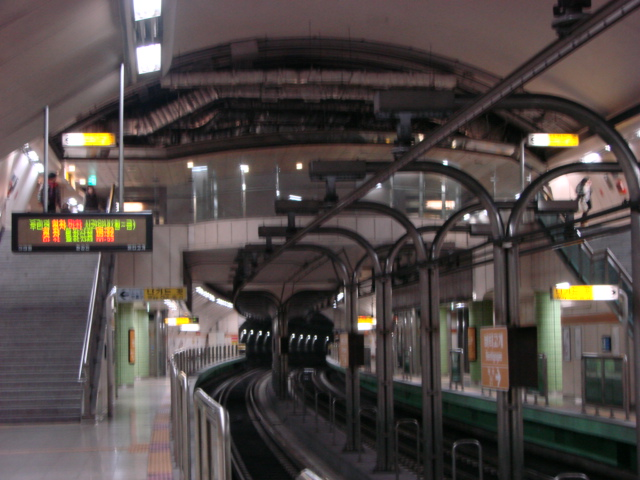
Sân ga
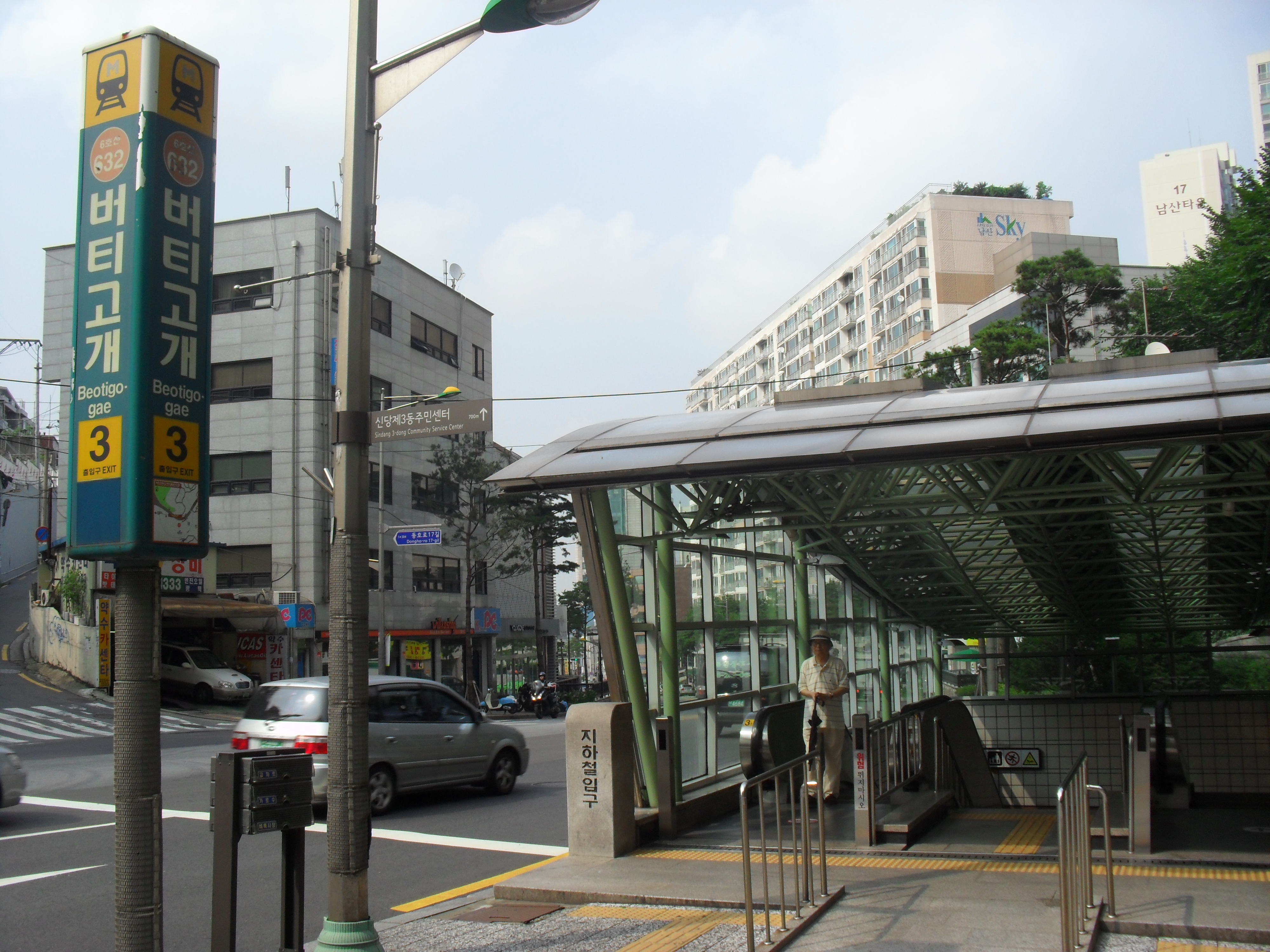
Lối vào 3